# Анча-Лейк 13A
Анча-Лейк 13A (англ. Uncha Lake 13A) — індіанська резервація в Канаді, у провінції Британська Колумбія, у межах регіонального округу Балклі-Нечако.

## Населення
За даними перепису 2016 року, індіанська резервація нараховувала 10 осіб. Середня густина населення становила 26,6 осіб/км².

## Клімат
Середня річна температура становить 3,1°C, середня максимальна – 18,3°C, а середня мінімальна – -16,3°C. Середня річна кількість опадів – 489 мм.
| Клімат поселення                              | Клімат поселення | Клімат поселення | Клімат поселення | Клімат поселення | Клімат поселення | Клімат поселення | Клімат поселення | Клімат поселення | Клімат поселення | Клімат поселення | Клімат поселення | Клімат поселення | Клімат поселення |
| Показник                                      | Січ.             | Лют.             | Бер.             | Квіт.            | Трав.            | Черв.            | Лип.             | Серп.            | Вер.             | Жовт.            | Лист.            | Груд.            |                  |
| Середній максимум, °C                         | −3,26            | −0,19            | 5,03             | 10,08            | 14,77            | 18,27            | 17,54            | 17,25            | 12,97            | 7,59             | 0,74             | −4,34            |                  |
| Середня температура, °C                       | −9,78            | −6,72            | −1,5             | 3,54             | 8,23             | 11,73            | 14,10            | 13,82            | 9,54             | 4,14             | −2,7             | −7,8             |                  |
| Середній мінімум, °C                          | −16,32           | −13,27           | −8,03            | −2,98            | 1,70             | 5,22             | 10,66            | 10,39            | 6,09             | 0,70             | −6,14            | −11,23           |                  |
| Норма опадів, мм                              | 44               | 28               | 27               | 18               | 37               | 52               | 49               | 42               | 42               | 50               | 52               | 48               |                  |
| Середньомісячна швидкість вітру, м/с          | 1.60             | 1.70             | 1.90             | 2.10             | 2.10             | 2.10             | 2.00             | 1.80             | 1.70             | 1.80             | 1.80             | 1.60             |                  |
| Середньомісячна сонячна радіація, кДж/м²·день | 2351             | 4857             | 9629             | 14640            | 18333            | 19835            | 19515            | 16366            | 11055            | 5770             | 2679             | 1664             |                  |
| --------------------------------------------- | ---------------- | ---------------- | ---------------- | ---------------- | ---------------- | ---------------- | ---------------- | ---------------- | ---------------- | ---------------- | ---------------- | ---------------- | ---------------- |
| Джерело:                                      |                  |                  |                  |                  |                  |                  |                  |                  |                  |                  |                  |                  |                  |